# Rocket i Groot
Rocket i Groot (oryg. Marvel’s Rocket & Groot) – amerykański superbohaterski animowany miniserial krótkometrażowy z 2017 roku na podstawie serii komiksów o superbohaterach Rocket Raccoon i Groot wydawnictwa Marvel Comics. W oryginalnej wersji językowej tytułowym postaciom głosów użyczyli Trevor Devall i Kevin Michael Richardson. 
Rocket i Groot zadebiutował na antenie Disney XD w Stanach Zjednoczonych w całości 10 kwietnia 2017 roku. W Polsce emitowany był od 10 do 25 lipca 2017 roku.

## Obsada
- Trevor Devall jako Rocket[1][2]
- Kevin Michael Richardson jako Groot[1][2]

## Emisja
Pierwszy odcinek serialu Rocket i Groot został udostępniony 10 marca 2017 roku w serwisie YouTube. 10 kwietnia na antenie Disney XD w Stanach Zjednoczonych wyemitowano wszystkie dwanaście odcinków serii. W Polsce emitowany był od 10 do 25 lipca 2017 roku na Disney XD.

## Lista odcinków
| Nr | Tytuł                  | Reżyseria     | Scenariusz               | Premiera (Disney XD) | Premiera w Polsce (Disney XD) |
| -- | ---------------------- | ------------- | ------------------------ | -------------------- | ----------------------------- |
| 1  | Dream Machine          | Arnaud Delord | Kevin Burke, Chris Wyatt | 10 kwietnia 2017     | 10 lipca 2017                 |
| 2  | A Piece of Cake        | Arnaud Delord | Kevin Burke, Chris Wyatt | 10 kwietnia 2017     | 11 lipca 2017                 |
| 3  | Black Tie Only         | Arnaud Delord | Kevin Burke, Chris Wyatt | 10 kwietnia 2017     | 12 lipca 2017                 |
| 4  | The Space Race         | Arnaud Delord | Kevin Burke, Chris Wyatt | 10 kwietnia 2017     | 13 lipca 2017                 |
| 5  | Space Walk             | Arnaud Delord | Kevin Burke, Chris Wyatt | 10 kwietnia 2017     | 14 lipca 2017                 |
| 6  | Shapeshifter           | Arnaud Delord | Kevin Burke, Chris Wyatt | 10 kwietnia 2017     | 17 lipca 2017                 |
| 7  | Golden Nuggets         | Arnaud Delord | Kevin Burke, Chris Wyatt | 10 kwietnia 2017     | 18 lipca 2017                 |
| 8  | Short Cut              | Arnaud Delord | Kevin Burke, Chris Wyatt | 10 kwietnia 2017     | 19 lipca 2017                 |
| 9  | Distractions           | Arnaud Delord | Kevin Burke, Chris Wyatt | 10 kwietnia 2017     | 20 lipca 2017                 |
| 10 | It’s the Little Things | Arnaud Delord | Kevin Burke, Chris Wyatt | 10 kwietnia 2017     | 21 lipca 2017                 |
| 11 | Desperate Measures     | Arnaud Delord | Kevin Burke, Chris Wyatt | 10 kwietnia 2017     | 24 lipca 2017                 |
| 12 | That New Ship Smell    | Arnaud Delord | Kevin Burke, Chris Wyatt | 10 kwietnia 2017     | 25 lipca 2017                 |

## Produkcja
W czerwcu 2016 roku poinformowano, że Marvel Animation pracuje nad serialem krótkometrażowym zatytułowanym Marvel’s Rocket & Groot w reżyserii Arnauda Delorda. Miesiąc później ujawniono, że seria licząca 12 odcinków i współprodukowana przez Passion Pictures będzie mieć swoją premierę na Disney XD w 2017 roku. Delord i Passion Pictures pracowało wcześniej między innymi przy teledyskach zespołu Gorillaz. Producentami wykonawczymi krótkometrażówek zostali: Cara Speller, Alan Fine, Dan Buckley, Joe Quesada i Cort Lane, a scenariusz do wszystkich odcinków napisali Kevin Burke i Chris Wyatt.
W marcu 2017 roku poinformowano, że tytułowym bohaterom głosów użyczą Trevor Devall i Kevin Michael Richardson, którzy wcześniej pracowali przy serialu Strażnicy Galaktyki. 

## Odbiór

### Nominacje
| Rok  | Ceremonia             | Kategoria                                   | Nominowani           | Rezultat  | Przypis |
| ---- | --------------------- | ------------------------------------------- | -------------------- | --------- | ------- |
| 2017 | Primetime Emmy Awards | Najlepszy krótkometrażowy program animowany | odcinek „Space Walk” | Nominacja | [ 20 ]  |